# Bakarac
Bakarac är en ort i Kroatien.   Den ligger i stadskommunen Kraljevica i länet Gorski kotar, i den centrala delen av landet, 120 km sydväst om huvudstaden Zagreb med 307 invånare.